# Ford SYNus

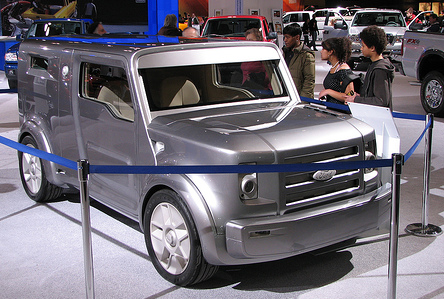
Ford SYNus

Der Ford SYNus ist ein Konzeptauto von Ford, das von den spanischen Designern Jose Paris (Außendesign) und Joe Baker (Innenarchitektur) entwickelt wurde. Der SYNus debütierte auf der North American International Auto Show 2005. 
Der ungewöhnliche Name, der als „sin-iu-es“ ausgesprochen wird, stammt aus „Synthese“ (Synthese des harten Äußeren und des weichen Innenraums) und „US“, was für „Urban Sanctuary“ steht. Sein Name ist ein Homophon von „gewunden“, was „geschwungen“ oder „anmutig“ bedeutet.

## Design
Das Design imitiert ein Gürteltier, da es ein robustes Äußeres und einen weichen Innenraum hat. „Armadillo“ (Englisch für „Gürteltier“) war der Produktionsname des SYNus, wurde aber verworfen, als entdeckt wurde, dass es ein Konzeptauto von Fiat mit diesem Namen gab. Andere Produktionsnamen waren Ford „Knox“ und „Gorilla“. 
Der SYNus teilt sich sein Antriebsstrangdesign mit dem Ford Mondeo. Der Motor ist ein 16-Ventil-DOHC-Duratorq-Turbodiesel mit 2,0 l Hubraum und vier Zylindern, der 134 PS (100 kW) leistet. Der SYNus verfügt über ein Fünfgang-Schaltgetriebe. Seine Räder haben einen Durchmesser von 457 mm. Es verfügt über einen IEEE 802.11g-kompatiblen WLAN-Hub. Der SYNus wurde entwickelt, um die Sicherheit zu maximieren, und leitet seine Ästhetik aus modernen Banktresoren ab. Die Fenster und der Rahmen des Autos sind kugelsicher. Es hat keine Heckscheibe und zeigt stattdessen einen Video-Feed auf einem großen LCD-Monitor auf der Rückseite des Innenraums des Autos installiert. Auch im „Lockdown-Modus“ schließen sich die Fensterläden mit Stahl um die vordere Windschutzscheibe, die Fenster und die Außenleuchten.
Das Auto ist auch, wie bereits erwähnt, ein „Urban Sanctuary“. Im „Lockdown-Modus“ können die Sitze des Autos so konfiguriert werden, dass sie nach hinten gerichtet sind, Filme schauen oder sich im ansonsten hektischen Stadtleben entspannen. In diesem Sinne kann das Auto verwendet werden, um die Außenwelt auszusperren.